# Rotraut Richter
Rotraut Richter (* 15. Mai 1913 in Wünsdorf, Kreis Teltow; † 1. Oktober 1947 in Berlin) war eine deutsche Bühnen- und Filmschauspielerin.

## Leben
Die Tochter eines Architekten und einer Malerin besuchte das Lyzeum in Berlin-Steglitz, musste es jedoch wegen ungenügender Leistungen und nicht mehr ausreichendem Betragen verlassen. Sie wechselte in ein Pensionat und Landschulheim. Mit dem Besuch einer Frauenschule schloss sie ihre Schulausbildung ab.
Sie spielte ihre ersten Rollen im Schülertheater und nahm 1931 Sprechunterricht bei Lothar Müthel, um anschließend sechs Monate die Staatliche Schauspielschule Berlin zu besuchen. Nur ein Jahr später erhielt die damals 17-jährige ihr erstes Engagement am Landestheater Darmstadt als Selma in dem Stück Die Ratten von Gerhart Hauptmann. Wenig später spielte Rotraut Richter auch an Berliner Bühnen und gab Gastspiele und Einlagen in Trude Hesterbergs Kabarett Die Musenschaukel und in der Katakombe von Werner Finck und Robert Stemmle.
Der Filmproduzent Joe May entdeckte sie für den Film und vermittelte sie an den Regisseur des Streifens Das erste Recht des Kindes (1932) Fritz Wendhausen. Ganovenehre (1932) und Hitlerjunge Quex (1933) waren weitere Spielfilme dieser Zeit, in denen sie mitwirkte.
Populär wurde sie 1934 durch das Theaterstück Krach im Hinterhaus, in dem sie 405 Mal als Edeltraut Panse auf der Bühne des Theaters am Schiffbauerdamm stand. Durch den gleichnamigen Film von 1935 besiegelte sie ihren Status als einer typischen „Berliner Jöre“. Ihr größter Erfolg jedoch war Das Veilchen vom Potsdamer Platz (1936). Oftmals wurde sie danach ebenso bezeichnet.
Auch während ihrer Zeit beim Film spielte sie auf der Bühne weiter. Im Zweiten Weltkrieg ging sie außerdem auf Wehrmachtstourneen und sang Berliner Lieder. Nach Kriegsende feierte sie am Renaissance-Theater als Louka in George Bernard Shaws Theaterstück Helden ihren ersten Erfolg als Charakterschauspielerin. Ein Jahr später drehte Rotraut Richter mit Wozzeck noch einen Film für die DEFA. Im Juli 1947 stand sie in der Posse Hunderttausend Taler zum letzten Mal auf der Bühne des Theaters am Schiffbauerdamm.

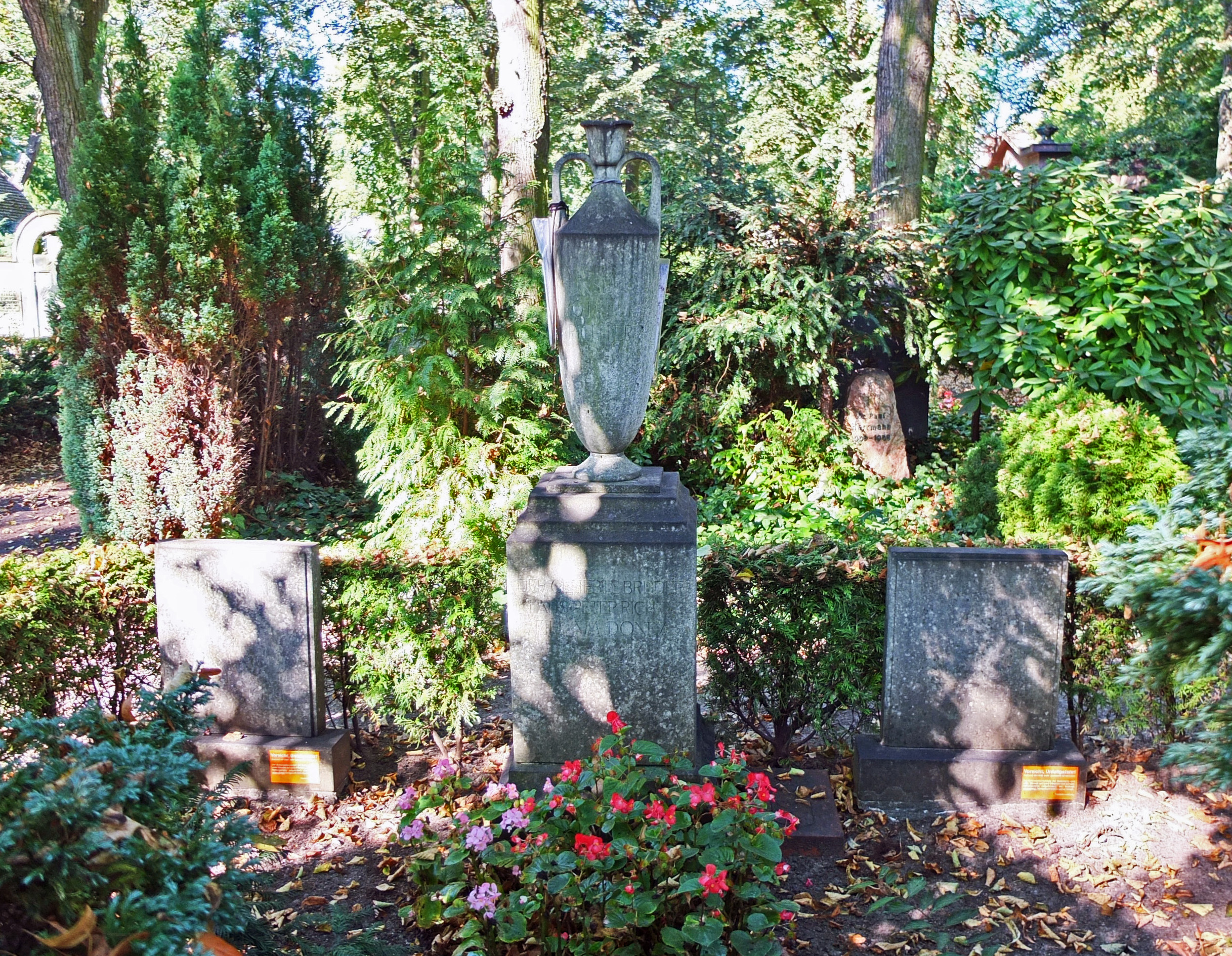
Grabstätte

Rotraut Richter starb am 1. Oktober 1947 an der Komplikation einer Myom-Operation in einer Klinik in Berlin-Schöneberg. Ihr Ehrengrab befindet sich auf dem Friedhof Dahlem im Berliner Bezirk Steglitz-Zehlendorf. Ihre letzte Anschrift war die Blüthgenstraße 3 in Berlin-Wilmersdorf.
Ihr schriftlicher Nachlass befindet sich im Archiv der Akademie der Künste in Berlin.

## Ehrung
Posthum ehrte die Bezirksverordnetenversammlung von Berlin-Neukölln die Schauspielerin durch die Namensvergabe an einen Platz vor dem U-Bahnhof Wutzkyallee im Ortsteil Gropiusstadt: Rotraut-Richter-Platz, Name ab 15. Mai 1969. Koordinaten: 52° 25′ 24,3″ N, 13° 28′ 29,7″ O

## Filmografie
- 1932: Das erste Recht des Kindes
- 1933: Ganovenehre
- 1933: Hitlerjunge Quex
- 1934: Nur nicht weich werden, Susanne!
- 1934: Die Spork’schen Jäger
- 1934: Seine erste Erfindung
- 1935: Wenn ein Mädel Hochzeit macht
- 1935: Kirschen in Nachbars Garten
- 1935: Emma III.
- 1935: Krach im Hinterhaus
- 1936: Das Veilchen vom Potsdamer Platz
- 1936: Reisebekanntschaften
- 1937: Der Biberpelz
- 1937: Meiseken
- 1938: Der nackte Spatz
- 1941: Krach im Vorderhaus
- 1947: Wozzeck